# Clarendon Building

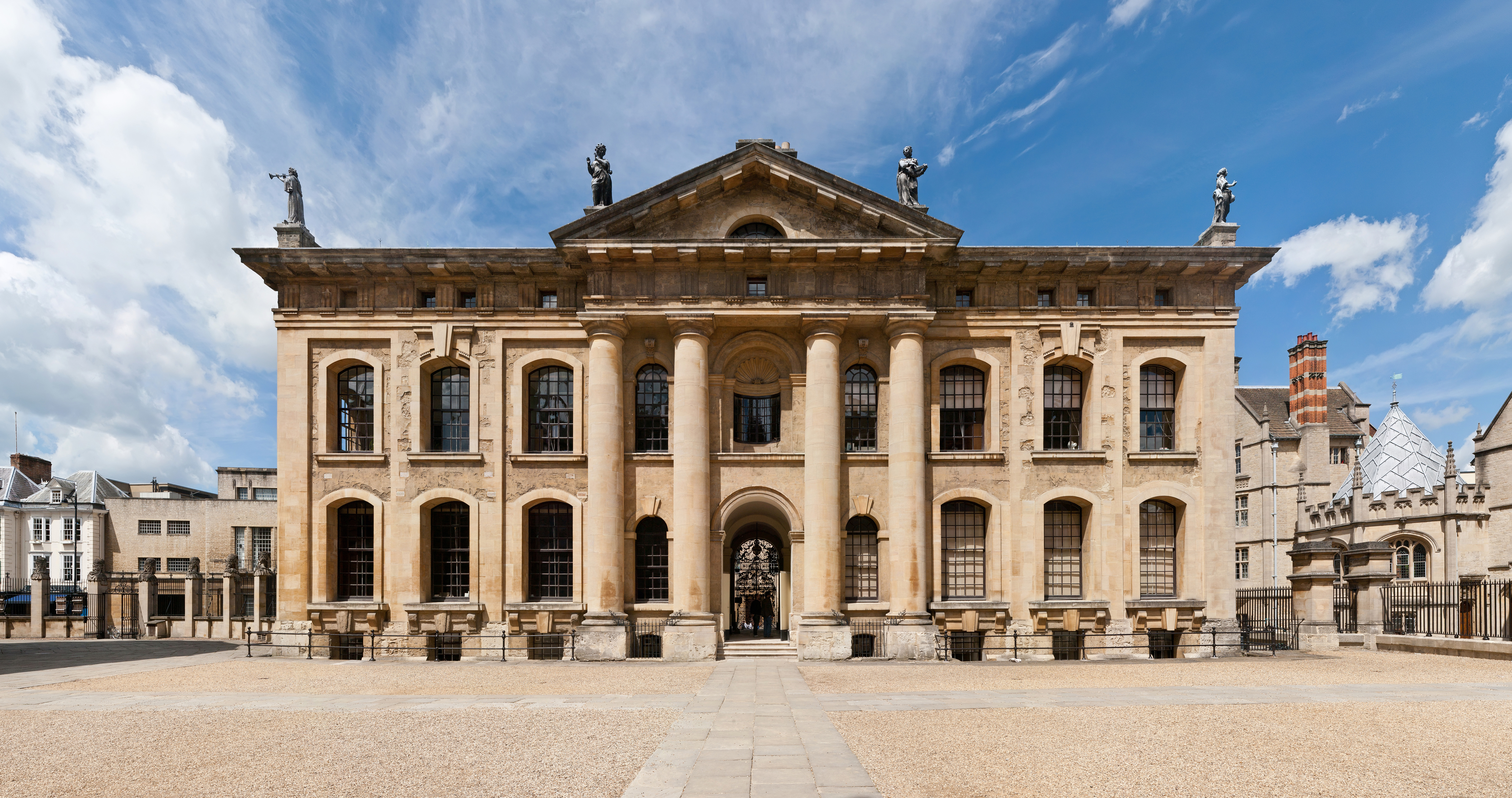
Clarendon Building von Süden

Clarendon Building ist ein neoklassizistisches Verwaltungsgebäude der University of Oxford und befindet sich im Stadtzentrum Oxfords in unmittelbarer Nähe zur Bodleian Library und dem Sheldonian Theatre. Das Gebäude wurde 1715 fertiggestellt und wird als Bauwerk mit außerordentlicher Bedeutung gelistet.
Das Gebäude verdankt seinen Namen der Tatsache, dass es teilweise durch die Gewinne aus dem Werk History of the Great Rebellion von Lord Clarendon über den Englischen Bürgerkrieg bezahlt wurde, dessen Sohn der Universität das Urheberrecht verlieh.

## Geschichte
Bis ins 18. Jahrhundert befanden sich die Druckmaschinen der Oxford University Press (OUP) im Kellergeschoss des Sheldonian Theatre, wo sie während Veranstaltungen jedoch nicht genutzt werden konnten. Aufgrund des steigenden Bedarfs entschied die Universität schließlich, ein neues Gebäude eigens für die OUP zu errichten.
Als Architekt wurde Nicholas Hawksmoor verpflichtet, der Bau des Gebäudes begann 1711 und endete 1715.
Als die OUP 1820 ein neues Gebäude in der Walton Street bezog, nutzte die Universität das Clarendon Building fortan als Verwaltungsgebäude. 1975 wurde das Gebäude der Bodleian Library übergeben, die es nun ebenfalls als Verwaltungsgebäude nutzt.